# Anatolij Versjik
Anatolij Moisejevitj Versjik, född 28 december 1933 i Sankt Petersburg, död 14 februari 2024 i Sankt Petersburg, var en sovjetisk och rysk matematiker. Han är känd för sitt gemensamma arbete med Sergej V. Kerov om representationer av oändliga symmetriska grupper och tillämpningar på problemet med längsta växande delföljder.